# ガーナード (潜水艦)
ガーナード (USS Gurnard, SS-254) は、アメリカ海軍の潜水艦。ガトー級潜水艦の一隻。艦名は東大西洋〜西太平洋の旧世界に分布するホウボウ科・セミホウボウ科の総称に因む。
なお、退役から23年後にスタージョン級原子力潜水艦14番艦として2代目「ガーナード (SSN-662)」が就役している。

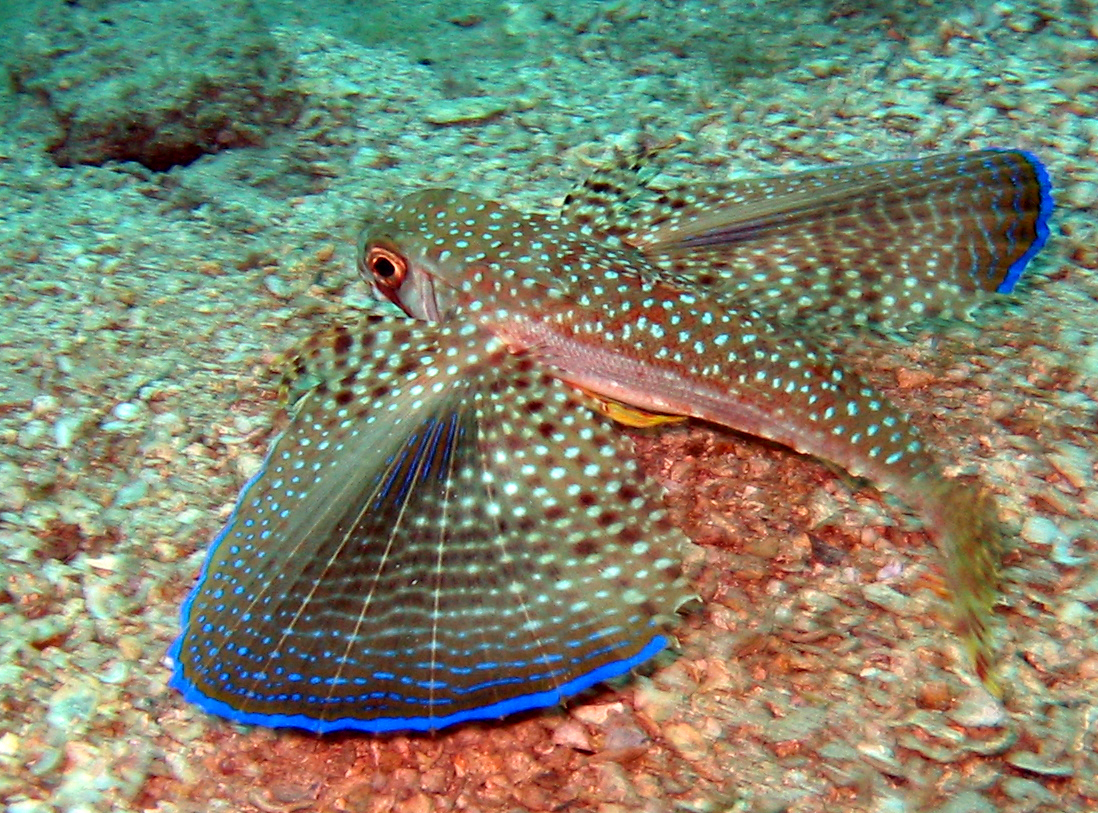
ニシセミホウボウ（Flying gurnard）

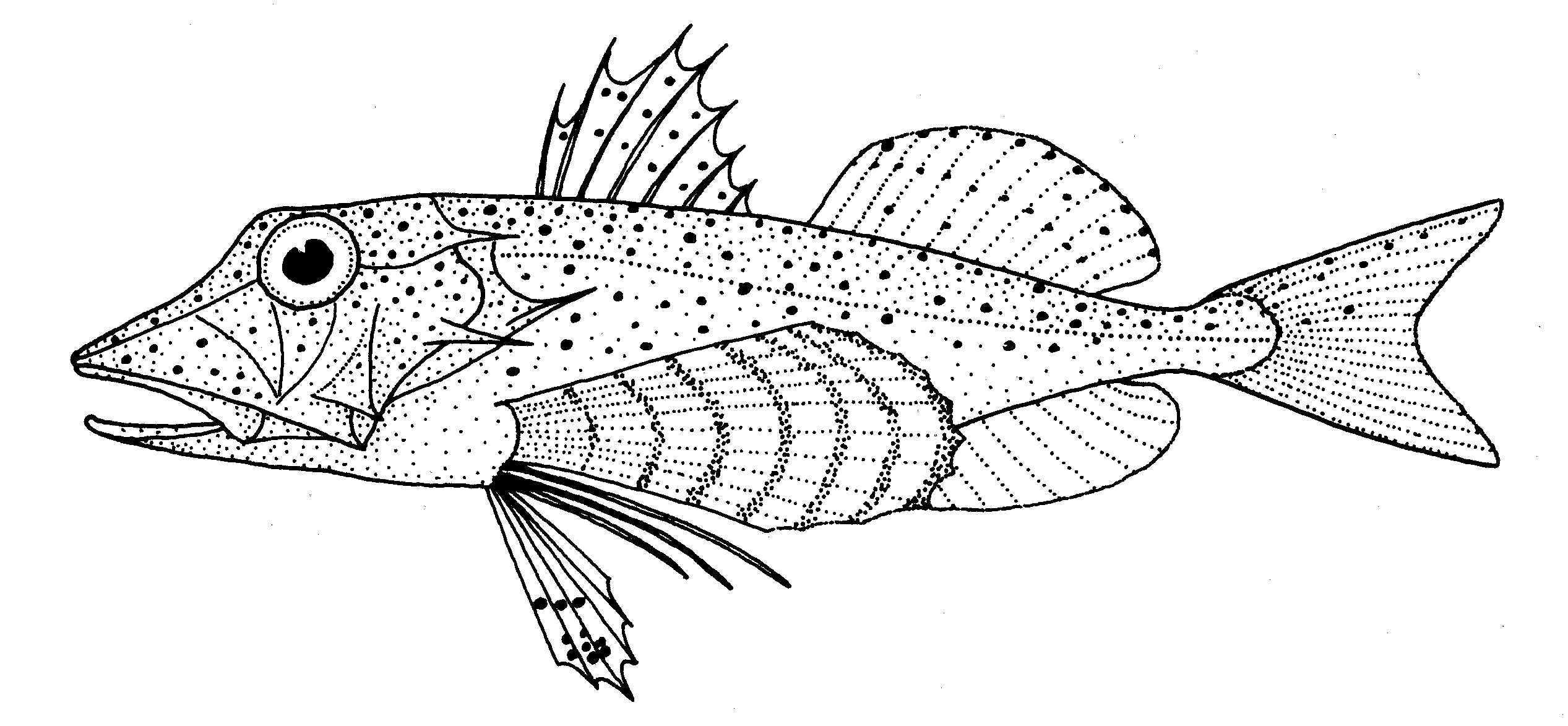
スポッテッド・ガーナード（Spotted gurnard）

## 艦歴
「ガーナード」はコネチカット州グロトンのエレクトリック・ボート社で起工する。1942年6月1日にスーザン・スリングラフの手によって進水し、艦長チャールズ・H・アンドリュース少佐（アナポリス1930年組）の指揮下、9月18日に就役する。ニューロンドンでの整調後、ヨーロッパ戦線に送られることとなった。

### 大西洋での第1の哨戒 1942年11月 - 1943年2月
11月2日、「ガーナード」は最初の哨戒に備えてスコットランドのロスネースへ向かった。道中、特段の事なく13日後の11月15日にロスネースに到着した。11月28日、最初の哨戒でビスケー湾に向かい、スペインの沖合で、ビスケー湾の強行突破を図るドイツの封鎖突破船に備えて待機した。その哨戒は平穏無事に終了し、敵艦との遭遇は無かった。12月27日、30日間の行動を終えてロスネースに帰投した。この後、修理の改修のため帰国することとなり、1943年1月25日にロスネースを出航して2月9日にニューロンドンに帰投した。修理が完了すると真珠湾に回航され、5月26日に到着した。

### 第2、第3、第4の哨戒 1943年6月 - 1944年1月
6月12日、「ガーナード」は2回目の哨戒でパラオ方面に向かった。ミッドウェー島を経由し、パラオ環礁への入口であるトーゲル・ムルンギ水道（パラオ西水道）沖を哨戒した。6月29日昼ごろ、水道に入りつつある水雷艇「鳩」と海防艦「壱岐」に護衛されたオ007船団を発見し、北緯07度38分 東経134度23分 / 北緯7.633度 東経134.383度の地点で2隻の輸送船に対して魚雷を3本ずつ発射、5本を命中させて2隻の輸送船に打撃を与えたと判定された。攻撃後、護衛艦から24発の爆雷攻撃を受けたが切り抜けた。2日後の7月1日朝には、北緯07度37分 東経134度26分 / 北緯7.617度 東経134.433度の地点でフ105船団を発見し、魚雷を3本ずつ発射して5つの命中を確認したが、実際には与えた損害はなかった。しばらく様子をうかがっていると、今度は北緯07度40分 東経134度20分 / 北緯7.667度 東経134.333度の地点で陸軍特殊船「あきつ丸」（日本海運、9,433トン）を発見し、魚雷を計4本発射して3つの爆発音を聴取したが、実際にはかわされていた。7月11日朝、「ガーナード」は北緯13度08分 東経132度00分 / 北緯13.133度 東経132.000度のパラオ北西350海里の地点でオ404船団を発見し、魚雷を4本発射したが回避されたため、さらに魚雷を4本発射し、陸軍輸送船「太興丸」（太興汽船、1,925トン）に魚雷を3本命中させて轟沈させた。魚雷を全て使い果たした「ガーナード」は、修理と補給のため真珠湾に針路を向けた。途中、ミッドウェー島を経由。7月26日、43日間の行動を終えて真珠湾に帰投した。
9月6日、「ガーナード」は3回目の哨戒で南シナ海に向かった。9月30日午後、北緯22度58分 東経119度48分 / 北緯22.967度 東経119.800度の地点で第429船団を発見し、魚雷を計6本発射。2つの命中があったと判断されたが、実際には魚雷はタンカー「図南丸」（日本海洋漁業、9,866トン）に向かっていったものの、回避されていた。10月7日深夜、「ガーナード」は北緯19度00分 東経119度10分 / 北緯19.000度 東経119.167度のルソン島ボヘヤドール岬西北西120キロの地点で4隻からなる第772船団を発見。翌10月8日1時39分に2つの目標に対して魚雷を4本ずつ発射し、魚雷は2隻の陸軍輸送船、「大日丸」（板谷商船、5,813トン）と「大安丸」（太洋海運、5,655トン）に命中して両船とも撃沈した。10月9日夜にも北緯18度50分 東経118度55分 / 北緯18.833度 東経118.917度の地点でレーダーにより目標を探知し、翌10月10日未明に入って魚雷を4本発射して2つの命中があったと報告された。「ガーナード」は浮上して追跡し、魚雷を計6本発射し1本が爆発したと判定された。10月28日、52日間の行動を終えて真珠湾に帰投した。
11月28日、「ガーナード」は4回目の哨戒で日本近海に向かった。12月22日22時ごろ、北緯33度25分 東経136度00分 / 北緯33.417度 東経136.000度の潮岬90度6海里の地点で、西航中のドイツの柳船「ハーフェルラント」を発見して浮上攻撃で魚雷を4本発射し、1本が命中。「ハーフェルラント」は串本、次いで神戸に曳航されていった。間もなくレーダーで別の目標を探知した「ガーナード」は、北緯33度27分 東経135度36分 / 北緯33.450度 東経135.600度の地点で輸送船「美崎丸」（松岡汽船、4422トン）を発見し、魚雷を4本ずつ計12本も発射したが、そのいずれもが外れた。2日後の12月24日朝、北緯33度57分 東経136度16分 / 北緯33.950度 東経136.267度の紀伊半島三木岬沖の熊野灘で第8222船団を発見し、7時10分に2隻の輸送船に対してそれぞれ魚雷を2本ずつ発射。魚雷は輸送船「第二青山丸」（大興汽船、1,898トン）と陸軍輸送船「東福丸」（大光商船、5,857トン）に命中し、2隻とも撃沈した。護衛艦艇は80発以上の爆雷を投下したが、「ガーナード」はこれを切り抜けた。12月27日夜、北緯34度22分 東経138度32分 / 北緯34.367度 東経138.533度の地点で特設運送船「護国丸」（大阪商船、10,438トン）を発見し、魚雷を4本発射して1本を命中させたが、「護国丸」はそのまま航行を続けた。1944年1月7日、40日間の行動を終えて真珠湾に帰投。メア・アイランド海軍造船所に回航されてオーバーホールに入り、折から、「H.O.R.エンジン搭載艦は1隻残らず、暫時エンジンを換装するように」という合衆国艦隊司令長官兼海軍作戦部長アーネスト・キング大将の命令が出ており、甚だ旧式でトラブルが多く信頼性に欠けていたH.O.R.エンジンを、本来搭載されるGM社製278A16気筒エンジンに換装した。1944年4月1日に真珠湾に戻った。

### 第5、第6、第7の哨戒 1944年4月 - 11月

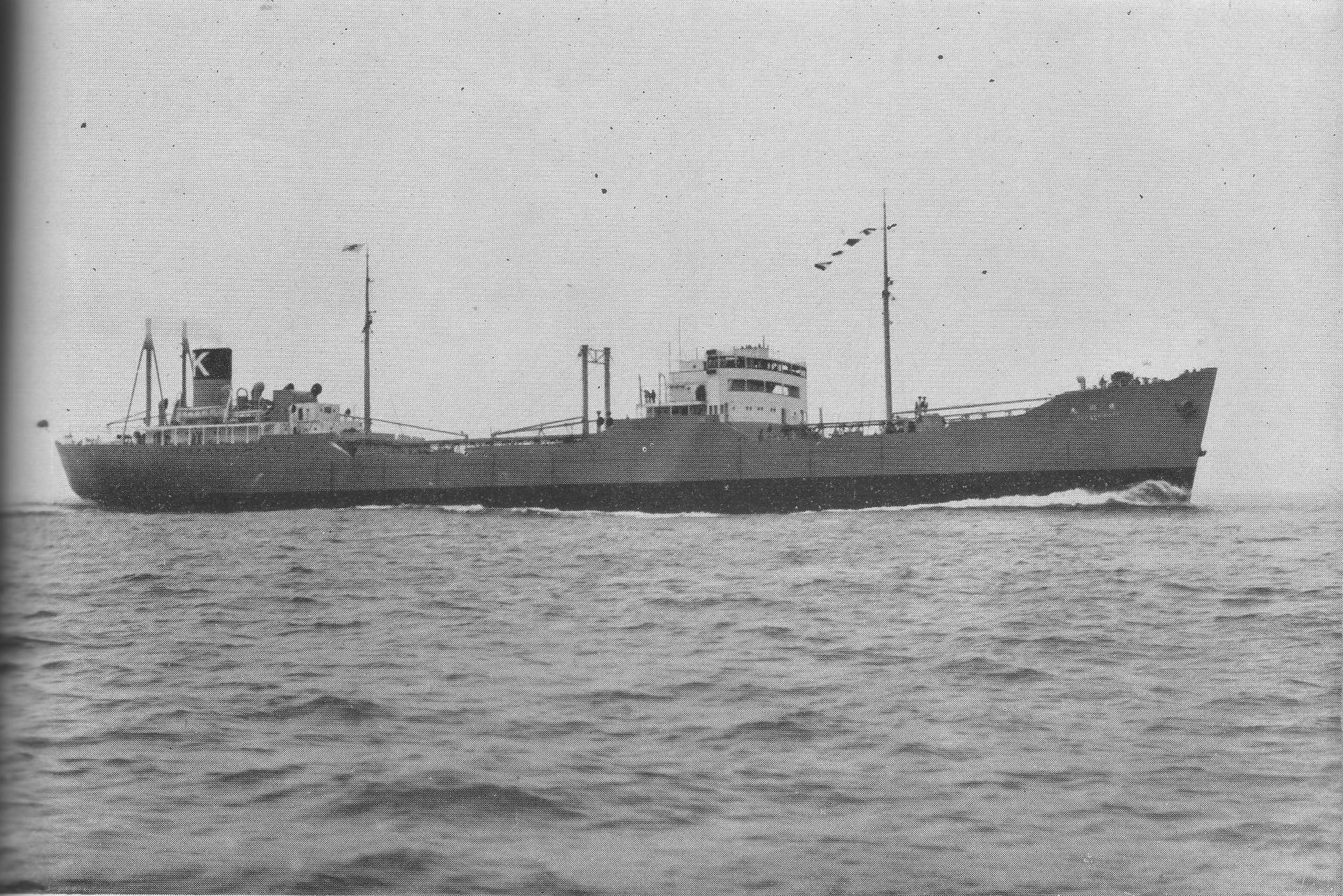
建川丸(1935年)

4月16日、「ガーナード」は5回目の哨戒でセレベス海に向かった。5月6日14時ごろ、北緯02度42分 東経124度07分 / 北緯2.700度 東経124.117度の地点で、第三十五師団と第三十二師団の将兵や軍需品をハルマヘラ島へ向けて輸送中の竹一船団を発見。船団を横腹を突く形から魚雷を6本発射し、3隻の陸軍輸送船、「亜丁丸」（大洋興業、5,823トン）に2本、「但馬丸」（日本郵船、6,995トン）に3本、「天津山丸」（三井船舶、6,886トン）に1本がそれぞれ命中し、「亜丁丸」と「但馬丸」はまもなく沈没し、「天津山丸」は依然浮いていたものの、「ガーナード」は翌5月7日未明に魚雷を1本発射し、命中させて止めとした。竹一船団はこの一連の攻撃で、兵員や装備品のそのほぼ半数を失った。日本側は約100発の爆雷を投下したが、「ガーナード」はこれを回避した。5月18日には北緯06度06分 東経125度47分 / 北緯6.100度 東経125.783度の地点で「大型巡洋艦」と2隻の駆逐艦を発見し、魚雷を6本発射して2本が命中したと判断された。「大型巡洋艦」はのちの戦果報告で「長門型戦艦」に「上方修正」されていた。5月24日午前、北緯05度49分 東経125度45分 / 北緯5.817度 東経125.750度の地点で2隻の輸送船と2隻の駆潜艇を発見し、魚雷を2本発射するも命中しなかった。同じ日の午後、今度は北緯05度45分 東経125度43分 / 北緯5.750度 東経125.717度のミンダナオ島東方25キロ地点で第一機動艦隊（小沢治三郎中将）に対する補給部隊を発見して魚雷を4本発射し、うち3本が特設運送船（給油）「建川丸」（川崎汽船、10,090トン）に命中してこれを撃沈した。護衛の駆逐艦「浜風」は爆雷攻撃を実施したが、「ガーナード」に損傷はなかった。5月31日朝、北緯05度15分 東経125度28分 / 北緯5.250度 東経125.467度の地点で、ダバオに向かいつつある「戦艦3隻」を発見し、追跡した。渾作戦の支援に向かう戦艦「扶桑」と重巡洋艦「妙高」「羽黒」に対して攻撃を試みたが、絶好のポジションにはどうしても近づけなかった。6月11日、56日間の行動を終えてフリーマントルに帰投した。
7月8日、「ガーナード」は6回目の哨戒でセレベス海に向かった。途中ダーウィンで給油を行った後、パレン海峡からバンダ海に入り、モルッカ海を経由してセレベス海に到着した。その後はセレベス海、スールー海、ミンダナオ海で哨戒を行う。7月27日午後、南緯01度18分 東経123度36分 / 南緯1.300度 東経123.600度の地点で3隻の輸送船と4隻の護衛艦からなる輸送船団を発見し、2隻の輸送船に対して全ての発射管を向け、魚雷を3本ずつ計6本発射。魚雷は2番目の輸送船に2本が命中したと判断された。8月15日には北緯01度25分 東経120度52分 / 北緯1.417度 東経120.867度の地点で「千鳥型水雷艇」を発見し、魚雷を4本発射して3つの爆発を確認したが、早期爆発の音だったらしく相手は無傷だった。8月20日にも北緯09度01分 東経123度11分 / 北緯9.017度 東経123.183度の地点で2,500トン級輸送船と2隻のトロール船型護衛艦を発見し、魚雷を4本発射して1つの爆発を確認したが、相手には何事の変化もなかった。9月5日、59日間の行動を終えてフリーマントルに帰投。艦長がノーマン・D・ゲージ少佐（アナポリス1935年組）に代わった。
10月9日、「ガーナード」は7回目の哨戒で南シナ海に向かった。10月22日夜、北緯01度25分 東経105度38分 / 北緯1.417度 東経105.633度の地点で15隻以上の輸送船団を発見し、3つの目標に対して魚雷を計10本発射したが、すべて外れた。11月3日未明には北緯05度53分 東経111度12分 / 北緯5.883度 東経111.200度の地点でミ20船団を発見して魚雷を6本発射し、輸送船「大明丸」（大阪商船、6,723トン）に魚雷を2本命中させ撃沈した。11月6日にはサラワク沖で機雷を敷設した。哨戒期間の後半はアナンバス諸島近海で救助任務に就いた。11月8日夜、北緯02度42分 東経106度25分 / 北緯2.700度 東経106.417度の地点でレーダーにより2つの目標を探知し、魚雷を4本発射するも命中しなかった。11月17日、38日間の行動を終えてフリーマントルに帰投した。

### 第8、第9の哨戒 1944年12月 - 1945年5月
12月11日、「ガーナード」は8回目の哨戒で「ギターロ」 (USS Guitarro, SS-363) とともに南シナ海に向かった。12月28日、北緯11度48分 東経109度25分 / 北緯11.800度 東経109.417度のカムラン湾沖で礼号作戦を終えて帰投中の第二水雷戦隊（木村昌福少将）以下の艦艇を発見したが、艦艇は高速で通過していったため、同じく発見していた「ギターロ」ともども攻撃の機会がなく報告だけにとどめた。1945年1月13日には、テンゴール島近海で哨戒中に "ATLAS MARU OSAKA" と書かれた浮き輪をいくつか発見した。この "ATLAS MARU" とは、1944年11月2日に北緯12度57分 東経120度12分 / 北緯12.950度 東経120.200度のバタン諸島近海で、「ポンフレット」 (USS Pomfret, SS-391) の攻撃で座礁ののち破壊された海軍徴傭船「あとらす丸」（大阪商船、7,347トン）を指し、浮遊物が2カ月の月日を経てマレー半島沿岸部に到達したことになる。この哨戒では攻撃の機会はなかった。2月1日、51日間の行動を終えてフリーマントルに帰投。艦長がジョージ・S・シモンズ3世少佐（アナポリス1939年組）に交代した。
3月10日、「ガーナード」は9回目の哨戒で「ハンマーヘッド」 (USS Hammerhead, SS-364)、「ボアフィッシュ」 (USS Boarfish, SS-327) とウルフパックを構成し南シナ海に向かった。3月26日、「ガーナード」は北緯15度25分 東経108度52分 / 北緯15.417度 東経108.867度の地点で2隻の駆逐艦を発見し、魚雷を4本発射したが回避された。3月29日には、「ハンマーヘッド」から目標発見の知らせが届いた。「ハンマーヘッド」は南号作戦最終船団であるヒ88J船団を発見して攻撃を行っていた。しかし、「ガーナード」にはそのような機会は訪れなかった。4月20日、サイパン島タナパグ港に針路を向けて東進し、4月29日にタナパグ港に到着して一服ついた。5月9日、48日間の行動を終えて真珠湾に帰投。9日後にメア・アイランド海軍造船所に回航されオーバーホールに入った。オーバーホール中に終戦を迎えた。

### 戦後
「ガーナード」はオーバーホールが終わった後、再び真珠湾とミッドウェー島を往復し、9月11日にサンフランシスコに帰還。11月27日に退役した。その後は1949年7月1日まで予備役として保管され、その後サンフランシスコ海軍造船所で予備役兵の訓練用兵器庫として現役復帰する。11月27日から12月9日まで真珠湾に曳航され訓練任務に従事、1953年5月18日にワシントン州タコマに曳航され、1960年6月まで同任務に従事した。廃棄に向けて不活性化され、1961年5月1日に除籍、9月26日にスクラップとしてカリフォルニア州ロサンゼルスのナショナル・メタル・アンド・スチール社に売却された。
「ガーナード」は第二次世界大戦の戦功で6個の従軍星章および海軍殊勲部隊章を受章した。第2回から第7回までの哨戒が成功として記録された。